# Isole Tambelan
Le isole Tambelan (in indonesiano Kepulauan Tambelan) sono un gruppo di isole indonesiane nel mar Cinese Meridionale.

## Geografia
Le isole Tambelan si trovano ad est dell'isola di Bintan, 111 chilometri ad ovest dell'isola di Kalimantan (Borneo). Costituiscono un distretto (in indonesiano Kecamatan) della reggenza (in indonesiano Kabupaten) di Bintan (provincia delle isole Riau). Insieme alle isole Anambas, Natuna e Badas formano l'arcipelago di Tudjuh, cui appartengono anche le isole Subi, Sejang e Seresan.
Il distretto è suddiviso nei seguenti villaggi (in indonesiano Desa):
- Pulau Pinang (135 ab. nel 2010);
- Pulau Mentebung (303);
- Kampung Melayu (629);
- Kampung Hilir (1502);
- Teluk Sekuni (844);
- Batu Lepuk (584);
- Kukup (830);
- Pengikik (148).

Al centro dell'arcipelago si trova l'isola principale, Tambelan, lungo le cui coste sorgono le isolette di Pilang-besar, Pilang-kecil, Kera e Betunde. All'estremità nord-occidentale dell'arcipelago, a 15 chilometri da Tambelan, si trova l'isola di Uwi. Tra Uwi e Tambelan vi sono Sendulang-besar, Sendulang-kecil, Sedua-kecil, Sedua-besar e Bungin. A sud-ovest dell'isola principale si trova Benua, la seconda isola più grande dell'arcipelago. Tra le due isole maggiori si trovano Selentang, Jela, Bedua, Untuk, Lipi e Betung. A sud di Benua vi è l'isola di Kepala Tambelan. Le isole di Mengirang-besal e Mengirang-kecil delimitano a sud l'arcipelago. A nord-ovest di Benua, da sud a nord, si trovano Leso, Nangka, Ibul, Nibung, Panjang, Tamban, Lintang, Mundaga e Genting. Nove chilometri ad est di Mengirang-besal vi è uno scoglio bianco che si innalza dal mare per 24 m, il Tokong Mengirang. Complessivamente le isole dell'arcipelago coprono una superficie di 356.905 ettari.
La città principale di Tambelan è Batu Lepuk.
Il punto più alto dell'arcipelago è il Bini, sempre su Tambelan, che raggiunge 396 m.

## Fauna
Tra i rappresentanti della fauna figura il bucero orientale della Sonda (Anthracoceros albirostris convexus), ma è possibile incontrare anche le tartarughe marine, specialmente su Uwi. Tuttavia, dal momento che le uova di tartaruga vengono mangiate dai locali e gli esemplari adulti vengono pescati in maniera eccessiva, la popolazione di tartarughe marine qui presente è in pericolo di estinzione. Anche l'estensione delle barriere coralline è andata sempre più riducendosi dagli anni '90. Il governo locale prevede di istituire nell'area un parco nazionale che coprirà una superficie di 15 milioni di ettari.

## Popolazione
Secondo il censimento del 2010 le isole Tambelan ospitavano una popolazione di 4 975 abitanti.

## Economia e trasporti
A poco meno di un chilometro da Batu Lepuk si trova un molo lungo 160 metri. Per raggiungere le isole Tambelan ci vogliono sei ore di barca da Kalimantan o 28 ore dalle isole Riau.
La pesca eccessiva da parte dei grandi pescherecci stranieri minaccia il sostentamento dei pescatori locali.